# Weinbourg
Weinbourg – miejscowość i gmina we Francji, w regionie Grand Est, w departamencie Dolny Ren.
Według danych na rok 1990 gminę zamieszkiwały 473 osoby, a gęstość zaludnienia wynosiła 89 osób/km² (wśród 903 gmin Alzacji Weinbourg plasuje się na 480. miejscu pod względem liczby ludności, natomiast pod względem powierzchni na miejscu 467.).